# الماراهیدا
ال-ماراهیدا یک منطقهٔ مسکونی در یمن است که در استان صنعا واقع شده‌است.